# ハフポスト
ハフポスト（英語: HuffPost）は、アメリカのリベラル系インターネットメディアである。2017年4月にThe Huffington Post（ザ・ハフィントン・ポスト）からHuffPostへ改称された。
様々なコラムニストが執筆する論説ブログおよび各種ニュースサイトからのニュース・アグリゲーターで、政治、メディア、ビジネス、エンターテイメント、生活、スタイル、自然環境、世界のニュースなど幅広い分野を扱う。略称はハフポ。

## 概要
本家アメリカ版のほか、イギリス版、カナダ版、フランス版、スペイン版、イタリア版、日本版、マグリブ版が展開され、2013年9月にドイツ版、2014年2月にブラジル版と韓国版、2014年11月にギリシャ版、2014年12月にインド版がそれぞれ開設された。
執筆者は、編集長のアリアナ・ハフィントン、ハリー・シーラー、ジョン・コニャーズ、ロージー・オドネルなど中心的執筆者に加え、政治家、有名人、学者、政治評論家3000人以上の寄稿ブロガーらが、過去にバラク・オバマ、ヒラリー・クリントン、ジョン・ケリー、脚本家のヘザー・ロビンソン、マイケル・ムーア、アレック・ボールドウィン、ノーマン・メイラー、ニール・ヤング、エドワード・ケネディなどが寄稿している。
事実報道と意見報道の両論併記が特徴で、各種ニュースサイトからの報道を集約した「まとめサイト」の体裁を取り、それに対してオリジナルなコメントや意見を提供している。意見報道ではコラムニスト（ブロガー）によって論調は異なるが、報道姿勢はリベラルで、保守的なニュースアグリゲーター及びオピニオンブログの『ドラッジ・レポート』としばしば対比される。
また、記事に対するコメント欄を設置して、読者の活発な議論を促しており、書き込まれだコメントは事前チェックを経てサイトに掲載する承認制を取っており、コメント投稿と掲載には承認待ちのタイムラグがある。事前チェックの基準は明確にされていないが、日本版においてはコメントガイドライン強化やコメントブロック機能など、トラブル防止対策が施された。

## ハフポスト日本版
ハフポスト日本版は、2013年5月7日に開設。2013年から2021年まで朝日新聞社との合弁企業「ザ・ハフィントン・ポスト・ジャパン株式会社」が運営していた。なお、朝日新聞社との合弁企業ではあるが、編集権は独立している。
ザ・ハフィントン・ポスト・ジャパン社のスタッフが記事を執筆・編集しており、同社スタッフによる記事のほか、外部の執筆者による記事、ハフポスト各国版による記事、外部提携メディアや個人ブログなどからの転載記事が掲載されている。
2021年からは、BuzzFeed Japan株式会社に運営が引き継がれた。

## 沿革
- 2005年5月9日、保守系ニュースサイトである『ドラッジ・レポート』に対抗するリベラルな意見発表の場として、編集長のアリアナ・ハフィントンが開設した[8]。
- 2008年に初の地方版であるHuffPostシカゴ、2009年6月にHuffPostニューヨーク、同年9月15日にHuffPostデンバー[9] を開設。
- 2011年2月7日、AOLがThe Huffington Postを3億1500万ドルで買収に合意[10] したと、AOLとThe Huffington Postが発表した。
- 2013年4月23日、朝日新聞社と提携して合弁会社ザ・ハフィントン・ポスト・ジャパンを設立。5月7日に、編集長に松浦茂樹を置き日本語版を開設した[11][12]。
- 2014年9月8日、松浦茂樹が日本版編集長を退任、後任に元朝日新聞記者の高橋浩祐が就任した。[13]。
- 2015年6月、ベライゾン・コミュニケーションズがAOLを買収し[14]、ベライゾン傘下入り。
- 2016年5月、高橋浩祐が日本版編集長を退任、後任に元朝日新聞記者の竹下隆一郎が就任した。[15]。
- 2016年8月12日（米国時間11日）、同社の共同ファウンダー兼編集長のアリアナ・ハフィントンが、ハフィントン・ポストの活動からステップダウンし、ウェルネス・スタートアップのThrive Globalの育成、運営に集中すると発表した[16]。
- 2017年4月、The Huffington PostをHuffPostへ変更することを発表。
- 2020年11月、バズフィードがハフポストを買収することを発表[1]。
- 2021年5月1日、日本版運営会社がBuzzFeed Japanを運営しているバズフィード・ジャパンと合併[2][17]。
- 2021年6月、竹下隆一郎が日本版編集長を退任、後任に泉谷由梨子が就任した[18]。

## 批判・論争
- 2008年、ナンシー・レーガン元大統領夫人がカリフォルニアの自宅で転倒した際に批判的な読者投稿コメントが一般公開されていた状態を、FOXニュースのキャスタービル・オライリーは「編集長であるアリアナ・ハフィントンはヘイトスピーチと意見発表を混同している。速やかなコメント削除が出来たにもかかわらず対応しなかった。」[19][20] と批判すると、アリアナ・ハフィントンは「ヘイトスピーチは許されるものではなく、コメントはブログ管理者が気付き次第直ちに削除された」[21] とコメントしている。
- 後に解雇されるWBAL-TV技術レポーターJohn Sandersにより改竄された、ジョン・ギブソンのYouTube動画へのリンクを掲載[22]する事案が発生する。
- 代替医療の支持者やワクチン反対論者による記事を掲載するも、数人の科学者やニュースソースから批判[23][24][25] されている。
- 寄稿者数の拡大を目指して導入されたコンテンツ管理システムであるアテナ (Athena）に関しては、多くのブロガーから「最終的にブロガーたちは、新しいハフィントン・ポストプラットフォームによって、無報酬なのにもっと働かされるようになる」と批判が上がった。ハフィントン・ポストはソーシャルへ移行するためと主張したが、多くのブロガーは露出の低下に対して努力を強いられ、同社が無報酬で面倒な仕事を彼らに押しつけていると不満に受けとめている[26]。
- 2017年にアトランティックは、ハフポストの寄稿プラットフォームについて、左派の中で最も奇妙かつクレイジーなコンテンツが流行するブログシステムになっていると評価した[27]。
- 2018年に英語版ハフィントン・ポストの女性編集者がTwitterで新年の抱負に「全ての男を皆殺しにする」と書き込み、物議となった[28]。
- 2019年にニューヨーク・タイムズは、ハフポストが後に児童買春の罪で有罪となったジェフリー・エプスタインの広報担当者によって書かれた記事を発表していたと報道した[29]。 問題のハフポストの記事は、サイトの定期的な寄稿者であるレイチェル・ウルフソンによって書かれていた[29]。編集者は後に記事を削除した。

## 受賞歴
- 2006年と2007年、ウェビー賞の「最も優れた政治ブログ賞」を受賞する。
- 2007年、ハフィントン・ポスト寄稿者のJanet Bennett Kellyが、ロサンゼルス報道クラブ「南カリフォルニア・ジャーナリズム賞」をオンラインコメント部門[30]（for political commentary published on the site）[31] 受賞する。
- 2008年、オブザーバー紙「最も力のあるブログ50」[32] に選出される。
- 2009年、タイム誌によるベストブログ25[33] に選出される。
- 2009年、創設者アリアナ・ハフィントンがフォーブス誌「メディア界の最も影響力のある女性」[34] に選出される。
- 2009年、アリアナ・ハフィントンがガーディアン紙「メディア界の100人」42位[35] に選出される。